# J1 League 2025
J1 League 2025, còn được gọi là Meiji Yasuda J1 League 2025 (明治安田J1リーグ 2025 Meiji Yasuda J1 Rīgu 2025) vì lý do tài trợ, sẽ là mùa giải thứ 33 của J1 League, giải đấu chuyên nghiệp hàng đầu Nhật Bản dành cho các câu lạc bộ bóng đá kể từ khi thành lập vào năm 1992. Đây cũng là mùa giải thứ 11 của giải đấu kể từ khi đổi tên từ J.League Division 1.
Vissel Kobe là đương kim vô địch, đã bảo vệ danh hiệu vô địch thứ hai liên tiếp vào ngày thi đấu cuối cùng của J1 League 2024.

## Tổng quan
Đây là mùa giải J.League cuối cùng được diễn ra trong cả một năm dương lịch từ cuối mùa đông đến đầu mùa đông tiếp theo, còn mùa giải tới sẽ diễn ra từ mùa hè đến mùa xuân năm sau.
Thể thức giải đấu và thể thức trận đấu được công bố vào ngày 25 tháng 11 năm 2024, với mùa giải bắt đầu vào ngày 14 tháng 2 năm 2025 và kết thúc vào ngày 6 tháng 12 năm 2025.
Mùa giải này sẽ là mùa giải cuối cùng áp dụng thể thức hàng năm, đến năm 2026 giải đấu sẽ áp dụng Lịch thi đấu châu Âu từ tháng 9 đến tháng 5 năm sau.

## Những thay đổi từ mùa giải trước
Có ba đội xuống hạng J2 League 2025. Júbilo Iwata, Hokkaido Consadole Sapporo và Sagan Tosu đã xuống hạng khi lần lượt xếp hạng thứ 18, 19 và 20 ở mùa giải trước, chấm dứt chuỗi 1, 8 và 13 năm ở hạng đấu cao nhất.
Ba đội thăng hạng từ J2 League 2024: Shimizu S-Pulse, đội đã giành chức vô địch và trở lại J1 sau hai năm vắng bóng; Yokohama FC, đứng thứ hai, trở lại J1 chỉ sau một mùa giải chơi ở J2 League, và Fagiano Okayama, đứng thứ năm và giành chiến thắng trong trận play-off, họ sẽ chơi ở hạng đấu cao nhất lần đầu tiên trong lịch sử.

## Các câu lạc bộ tham dự

### Sân vận động
| Đội                 | Địa điểm       | Sân vận động               | Sức chứa |
| ------------------- | -------------- | -------------------------- | -------- |
| Kashima Antlers     | Tỉnh Ibaraki   | Kashima                    | 39.095   |
| Urawa Red Diamonds  | Tỉnh Saitama   | Saitama 2002               | 62.040   |
| Kashiwa Reysol      | Tỉnh Chiba     | Sankyo Frontier Kashiwa    | 15.109   |
| FC Tokyo            | Tokyo          | Ajinomoto                  | 47.851   |
| Tokyo Verdy         | Tokyo          | Ajinomoto                  | 47.851   |
| Machida Zelvia      | Tokyo          | Machida GION               | 15.489   |
| Kawasaki Frontale   | Tỉnh Kanagawa  | Uvance Todoroki Fujitsu    | 26.827   |
| Yokohama F. Marinos | Tỉnh Kanagawa  | Nissan                     | 71.624   |
| Yokohama FC         | Tỉnh Kanagawa  | NHK Mùa xuân Mitsuzawa     | 15.442   |
| Shonan Bellmare     | Tỉnh Kanagawa  | Lemon Gas Hiratsuka        | 15.380   |
| Albirex Niigata     | Tỉnh Niigata   | Denka Big Swan             | 41.684   |
| Shimizu S-Pulse     | Tỉnh Shizuoka  | IAI Nihondaira             | 19.594   |
| Nagoya Grampus      | Tỉnh Aichi     | Toyota                     | 42.753   |
| Kyoto Sanga         | Tỉnh Kyoto     | Sanga Kyocera              | 21.623   |
| Gamba Osaka         | Tỉnh Osaka     | Panasonic Suita            | 39.694   |
| Cerezo Osaka        | Tỉnh Osaka     | Yodoko Sakura              | 24.481   |
| Vissel Kobe         | Tỉnh Hyōgo     | Noevir Kobe                | 29.643   |
| Fagiano Okayama     | Tỉnh Okayama   | City Light                 | 15.479   |
| Sanfrecce Hiroshima | Tỉnh Hiroshima | Edion Peace Wing Hiroshima | 28.347   |
| Avispa Fukuoka      | Tỉnh Fukuoka   | Best Denki                 | 21.562   |

### Nhân sự và tài trợ
| Đội                 | Huấn luyện viên   | Đội trưởng        | Nhà sản xuất trang phục | Nhà tài trợ áo đấu chính          |
| ------------------- | ----------------- | ----------------- | ----------------------- | --------------------------------- |
| Kashima Antlers     | Toru Oniki        | Gaku Shibasaki    | Nike                    | LIXIL                             |
| Urawa Red Diamonds  | Maciej Skorża     | Shusaku Nishikawa | Nike                    | Polus Mitsubishi Heavy Industries |
| Kashiwa Reysol      | Ricardo Rodríguez | Taiyo Koga        | Yonex                   | Hitachi                           |
| FC Tokyo            | Rikizo Matsuhashi | Masato Morishige  | New Balance             | Tokyo Gas                         |
| Tokyo Verdy         | Hiroshi Jofuku    | Koki Morita       | Athleta                 | Nicigas                           |
| Machida Zelvia      | Go Kuroda         | Gen Shoji         | Adidas                  | CyberAgent                        |
| Kawasaki Frontale   | Shigetoshi Hasebe | Yasuto Wakizaka   | Puma                    | Fujitsu                           |
| Yokohama F. Marinos | Steve Holland     | Takuya Kida       | Adidas                  | Nissan                            |
| Yokohama FC         | Shuhei Yomoda     | Gabriel           | Puma                    | Onodera Group                     |
| Shonan Bellmare     | Satoshi Yamaguchi | Kim Min-tae       | Penalty                 | Meldia                            |
| Albirex Niigata     | Daisuke Kimori    | Yuto Horigome     | Adidas                  | Kameda Seika                      |
| Shimizu S-Pulse     | Tadahiro Akiba    | Yoshinori Suzuki  | Puma                    | Suzuyo                            |
| Nagoya Grampus      | Kenta Hasegawa    | Sho Inagaki       | Mizuno                  | Toyota GR Yaris                   |
| Kyoto Sanga         | Cho Kwi-jae       | Temma Matsuda     | Puma                    | Kyocera                           |
| Gamba Osaka         | Dani Poyatos      | Takashi Usami     | Hummel                  | Panasonic                         |
| Cerezo Osaka        | Arthur Papas      | Tatsuya Yamashita | Puma                    | Yanmar                            |
| Vissel Kobe         | Takayuki Yoshida  | Hotaru Yamaguchi  | Asics                   | Rakuten Mobile                    |
| Fagiano Okayama     | Takashi Kiyama    | Ryo Takeuchi      | Penalty                 | GROP                              |
| Sanfrecce Hiroshima | Michael Skibbe    | Sho Sasaki        | Nike                    | EDION                             |
| Avispa Fukuoka      | Kim Myung-hwi     | Tatsuki Nara      | Yonex                   | Shin Nihon Seiyaku                |

### Thay đổi huấn luyện viên
| Đội                 | HLV ra đi         | Lý do                | Ngày ký    | Vị trí trên BXH | HLV đến           | Ngày ký    |
| ------------------- | ----------------- | -------------------- | ---------- | --------------- | ----------------- | ---------- |
| Kashiwa Reysol      | Masami Ihara      | Hết hợp đồng         | 9/12/2024  | Trước mùa giải  | Ricardo Rodríguez | 11/12/2024 |
| FC Tokyo            | Peter Cklamovski  | Hết hợp đồng         | 9/12/2024  | Trước mùa giải  | Rikizo Matsuhashi | 21/12/2024 |
| Cerezo Osaka        | Akio Kogiku       | Hết hợp đồng         | 9/12/2024  | Trước mùa giải  | Arthur Papas      | 17/12/2024 |
| Avispa Fukuoka      | Shigetoshi Hasebe | Hết hợp đồng         | 9/12/2024  | Trước mùa giải  | Kim Myung-hwi     | 13/12/2024 |
| Kawasaki Frontale   | Toru Oniki        | Hết hợp đồng         | 9/12/2024  | Trước mùa giải  | Shigetoshi Hasebe | 12/12/2024 |
| Kashima Antlers     | Masaki Chugo      | Hết quản lý tạm thời | 9/12/2024  | Trước mùa giải  | Toru Oniki        | 12/12/2024 |
| Yokohama F. Marinos | John Hutchinson   | Hết quản lý tạm thời | 9/12/2024  | Trước mùa giải  | Steve Holland     | 17/12/2024 |
| Albirex Niigata     | Rikizo Matsuhashi | Từ chức              | 13/12/2024 | Trước mùa giải  | Daisuke Kimori    | 19/12/2024 |

### Cầu thủ nước ngoài
Từ mùa giải 2021, không còn giới hạn nào trong việc ký hợp đồng với cầu thủ nước ngoài, nhưng các câu lạc bộ chỉ có thể đăng ký tối đa năm cầu thủ trong đội hình ở mỗi trận đấu. Các cầu thủ từ các quốc gia đối tác của J.League (Thái Lan, Việt Nam, Maroc, Malaysia, Campuchia, Singapore, Indonesia) được miễn các hạn chế này.
- Tên cầu thủ in đậm cho biết cầu thủ đó được đăng ký trong kỳ chuyển nhượng giữa mùa giải.
- Tên cầu thủ in nghiêng cho biết cầu thủ có quốc tịch Nhật Bản ngoài quốc tịch FIFA, có quốc tịch của một quốc gia đối tác J.League hoặc được miễn bị coi là cầu thủ nước ngoài do sinh ra ở Nhật Bản và đang theo học hoặc đã tốt nghiệp một loại trường được công nhận tại quốc gia đó.[22]

| Đội                 | Cầu thủ 1         | Cầu thủ 2             | Cầu thủ 3            | Cầu thủ 4                | Cầu thủ 5         | Cầu thủ 6       | Cầu thủ 7       | Cầu thủ 8        | Cầu thủ 9   | Cựu cầu thủ |
| ------------------- | ----------------- | --------------------- | -------------------- | ------------------------ | ----------------- | --------------- | --------------- | ---------------- | ----------- | ----------- |
| Albirex Niigata     | Danilo Gomes      | Michael Fitzgerald    |                      |                          |                   |                 |                 |                  |             |             |
| Avispa Fukuoka      | Wellington        | Nassim Ben Khalifa    |                      |                          |                   |                 |                 |                  |             |             |
| Cerezo Osaka        | Léo Ceará         | Lucas Fernandes       | Vitor Bueno          | Kim Jin-hyeon            | Yang Han-been     |                 |                 |                  |             |             |
| Fagiano Okayama     | Gleyson           | Lucão                 | Svend Brodersen      |                          |                   |                 |                 |                  |             |             |
| FC Tokyo            | Henrique Trevisan | Jája Silva            | Baek In-hwan         |                          |                   |                 |                 |                  |             |             |
| Gamba Osaka         | Dawhan            | Juan Alano            | Welton Felipe        | Zhang Aolin              | Neta Lavi         | Issam Jebali    |                 |                  |             |             |
| Kashima Antlers     | Aleksandar Čavrić | Radomir Milosavljević | Park Eui-jeong       |                          |                   |                 |                 |                  |             |             |
| Kashiwa Reysol      | Diego             | Matheus Sávio         | Jay-Roy Grot         |                          |                   |                 |                 |                  |             |             |
| Kawasaki Frontale   | Erison            | Jesiel                | Marcinho             | Patrick Verhon           | Zé Ricardo        | Jung Sung-ryong | Lee Geun-hyeong |                  |             |             |
| Kyoto Sanga         | Marco Túlio       | Murilo Costa          | Gu Sung-yun          | Yoon Sung-jun            |                   |                 |                 |                  |             |             |
| Machida Zelvia      | Mitch Duke        | Erik                  | Byron Vásquez        | Ibrahim Drešević         | Kaung Zan Mara    | Cha Je-hoon     | Jang Min-gyu    | Na Sang-ho       | Anton Burns |             |
| Nagoya Grampus      | Kasper Junker     | José Carabalí         | Ha Chang-rae         | Yves Avelete             |                   |                 |                 |                  |             |             |
| Sanfrecce Hiroshima | Marcos Júnior     | Tolgay Arslan         | Gonçalo Paciência    | Jelani Reshaun Sumiyoshi |                   |                 |                 |                  |             |             |
| Shimizu S-Pulse     | Capixaba          | Carlinhos Júnior      | Douglas Tanque       | Ahmed Ahmedov            | Abdul-Aziz Yakubu | Oh Se-hun       |                 |                  |             |             |
| Shonan Bellmare     | Luiz Phellype     | Lukian                | Kim Min-tae          | Song Bum-keun            |                   |                 |                 |                  |             |             |
| Tokyo Verdy         | Matheus Vidotto   |                       |                      |                          |                   |                 |                 |                  |             |             |
| Urawa Red Diamonds  | Thiago Santana    | Marius Høibråten      | Samuel Gustafson     |                          |                   |                 |                 |                  |             |             |
| Vissel Kobe         | Jean Patric       | Matheus Thuler        | Richard Monday Ubong |                          |                   |                 |                 |                  |             |             |
| Yokohama FC         | Caprini           | Gabriel               | João Paulo           | Léo Bahia                | Michel            | Phelipe         | Yuri Lara       | Shawn van Eerden |             |             |
| Yokohama F. Marinos | Anderson Lopes    | Eduardo               | Élber                | Yan Matheus              | Kodjo Aziangbe    | Park Il-gyu     |                 |                  |             |             |

## Bảng xếp hạng

### Bảng xếp hạng
| VT | Đội                 | ST | T  | H | B  | BT | BB | HS  | Đ  | Giành quyền tham dự hoặc xuống hạng          |
| -- | ------------------- | -- | -- | - | -- | -- | -- | --- | -- | -------------------------------------------- |
| 1  | Machida Zelvia      | 27 | 15 | 4 | 8  | 42 | 26 | +16 | 49 | Tham dự vòng bảng AFC Champions League Elite |
| 2  | Vissel Kobe         | 27 | 15 | 4 | 8  | 35 | 25 | +10 | 49 | Tham dự vòng bảng AFC Champions League Elite |
| 3  | Kyoto Sanga         | 26 | 14 | 6 | 6  | 43 | 30 | +13 | 48 |                                              |
| 4  | Kashima Antlers     | 26 | 15 | 3 | 8  | 38 | 25 | +13 | 48 |                                              |
| 5  | Kashiwa Reysol      | 26 | 13 | 8 | 5  | 36 | 25 | +11 | 47 |                                              |
| 6  | Sanfrecce Hiroshima | 27 | 14 | 4 | 9  | 30 | 19 | +11 | 46 |                                              |
| 7  | Urawa Red Diamonds  | 26 | 12 | 8 | 6  | 36 | 26 | +10 | 44 |                                              |
| 8  | Kawasaki Frontale   | 26 | 10 | 9 | 7  | 41 | 32 | +9  | 39 |                                              |
| 9  | Cerezo Osaka        | 26 | 10 | 7 | 9  | 40 | 37 | +3  | 37 |                                              |
| 10 | Fagiano Okayama     | 26 | 10 | 6 | 10 | 25 | 23 | +2  | 36 |                                              |
| 11 | Avispa Fukuoka      | 26 | 9  | 9 | 8  | 27 | 26 | +1  | 36 |                                              |
| 12 | Gamba Osaka         | 27 | 10 | 4 | 13 | 30 | 38 | −8  | 34 |                                              |
| 13 | Shimizu S-Pulse     | 26 | 8  | 7 | 11 | 30 | 35 | −5  | 31 |                                              |
| 14 | Tokyo Verdy         | 26 | 8  | 7 | 11 | 16 | 25 | −9  | 31 |                                              |
| 15 | FC Tokyo            | 26 | 8  | 6 | 12 | 29 | 37 | −8  | 30 |                                              |
| 16 | Nagoya Grampus      | 26 | 7  | 7 | 12 | 30 | 37 | −7  | 28 |                                              |
| 17 | Shonan Bellmare     | 26 | 6  | 7 | 13 | 22 | 41 | −19 | 25 |                                              |
| 18 | Yokohama F. Marinos | 26 | 6  | 6 | 14 | 26 | 34 | −8  | 24 | Xuống hạng J2 League                         |
| 19 | Yokohama FC         | 26 | 6  | 4 | 16 | 16 | 32 | −16 | 22 | Xuống hạng J2 League                         |
| 20 | Albirex Niigata     | 26 | 4  | 8 | 14 | 26 | 45 | −19 | 20 | Xuống hạng J2 League                         |

### Vị trí theo vòng
Bảng liệt kê vị trí của các đội sau mỗi vòng thi đấu. Để duy trì các diễn biến theo trình tự thời gian, bất kỳ trận đấu bù nào (vì bị hoãn) sẽ không được tính vào vòng đấu mà chúng đã được lên lịch ban đầu, mà sẽ được tính thêm vào vòng đấu diễn ra ngay sau đó.
- a, b, c : còn 1, 2, 3 trận chưa thi đấu.
- 1, 2 : thi đấu trước 1, 2 trận.

| Đội ╲ Vòng          | 1               | 2  | 3  | 4  | 5   | 6   | 7   | 8   | 9   | 10  | 11  | 12  | 13  | 14  | 15  | 16  | 17  | 18  | 19  | 20  | 21  | 22  | 23  | 24  | 25 | 26 | 27 | 28 | 29 | 30 | 31 | 32 | 33 | 34 | 35 | 36 | 37 | 38 |  |
| ------------------- | --------------- | -- | -- | -- | --- | --- | --- | --- | --- | --- | --- | --- | --- | --- | --- | --- | --- | --- | --- | --- | --- | --- | --- | --- | -- | -- | -- | -- | -- | -- | -- | -- | -- | -- | -- | -- | -- | -- |  |
| Đội ╲ Vòng          | Albirex Niigata | 10 | 16 | 18 | 18  | 19  | 19  | 20  | 20  | 20  | 19  | 19  | 19  | 17  | 18  | 18a | 19a | 19a | 19a | 19a | 18a | 18a | 19  | 19  | 20 | 20 | 20 |    |    |    |    |    |    |    |    |    |    |    |  |
| Avispa Fukuoka      | 17              | 19 | 20 | 16 | 11  | 6   | 10  | 6   | 5   | 1   | 5   | 5   | 6   | 7   | 9   | 11  | 13  | 14  | 15  | 11  | 10  | 11  | 12a | 11a | 10 | 11 |    |    |    |    |    |    |    |    |    |    |    |    |  |
| Cerezo Osaka        | 2               | 7  | 10 | 12 | 12  | 18  | 17  | 13  | 15  | 13  | 14  | 15  | 15  | 15  | 12  | 7   | 11  | 8   | 81  | 81  | 71  | 9   | 9   | 9   | 9  | 9  |    |    |    |    |    |    |    |    |    |    |    |    |  |
| Fagiano Okayama     | 3               | 8  | 7  | 7  | 9   | 9   | 6   | 9   | 8   | 4   | 9   | 8   | 9   | 12  | 13  | 15  | 12  | 12  | 11  | 13  | 13  | 10  | 11  | 12  | 12 | 10 |    |    |    |    |    |    |    |    |    |    |    |    |  |
| Gamba Osaka         | 19              | 12 | 13 | 10 | 6   | 7   | 11  | 12  | 14  | 11  | 12  | 14  | 14  | 10  | 6   | 6   | 9   | 11  | 12  | 12  | 11  | 12  | 10  | 10  | 11 | 12 |    |    |    |    |    |    |    |    |    |    |    |    |  |
| Kashima Antlers     | 14              | 6  | 6  | 4  | 1   | 1   | 1   | 1   | 3   | 8   | 3   | 2   | 1   | 1   | 1   | 1   | 1   | 1   | 1   | 1   | 1   | 1   | 4   | 2   | 1  | 2  |    |    |    |    |    |    |    |    |    |    |    |    |  |
| Kashiwa Reysol      | 5               | 5  | 4  | 1  | 4   | 4   | 3   | 5   | 4   | 5   | 2   | 4   | 2   | 3a  | 2a  | 2a  | 2   | 2   | 4   | 2   | 2   | 2   | 1   | 3   | 2  | 3  |    |    |    |    |    |    |    |    |    |    |    |    |  |
| Kawasaki Frontale   | 1               | 4  | 2  | 6  | 8a  | 8a  | 4a  | 3a  | 6a  | 3   | 61  | 6   | 8a  | 11b | 14c | 16c | 6b  | 7a  | 7a  | 7a  | 8a  | 6   | 6   | 7   | 8  | 8  |    |    |    |    |    |    |    |    |    |    |    |    |  |
| Kyoto Sanga         | 18              | 17 | 17 | 11 | 14  | 11  | 8   | 7   | 7   | 2   | 1   | 1   | 31  | 41  | 31  | 31  | 31  | 41  | 21  | 3   | 5   | 3   | 3   | 4   | 4  | 1  |    |    |    |    |    |    |    |    |    |    |    |    |  |
| Machida Zelvia      | 13              | 9  | 12 | 9  | 5   | 2   | 2   | 2   | 1   | 7   | 11  | 11  | 7   | 9   | 10  | 10  | 7   | 10  | 10  | 9   | 9   | 8   | 7   | 6   | 5  | 4  |    |    |    |    |    |    |    |    |    |    |    |    |  |
| Nagoya Grampus      | 20              | 18 | 19 | 20 | 20  | 20  | 19  | 17  | 18  | 20  | 17  | 18  | 19  | 17  | 17  | 17  | 18  | 16  | 14  | 15  | 14  | 13  | 13  | 15  | 16 | 16 |    |    |    |    |    |    |    |    |    |    |    |    |  |
| Sanfrecce Hiroshima | 4               | 3  | 5  | 3  | 3a  | 3a  | 7a  | 4a  | 2a  | 6a  | 10a | 10a | 12a | 8a  | 5a  | 5a  | 5a  | 3a  | 5a  | 5a  | 3a  | 5a  | 5   | 5   | 6  | 5  |    |    |    |    |    |    |    |    |    |    |    |    |  |
| Shimizu S-Pulse     | 8               | 1  | 3  | 5  | 7   | 10  | 5   | 8   | 10  | 12  | 71  | 7   | 5   | 6   | 7   | 8   | 10  | 9   | 9   | 10  | 12  | 14  | 15  | 13  | 13 | 13 |    |    |    |    |    |    |    |    |    |    |    |    |  |
| Shonan Bellmare     | 7               | 2  | 1  | 2  | 2   | 5   | 9   | 10  | 9   | 9   | 13  | 12  | 11  | 13  | 15  | 12  | 14  | 15  | 16  | 16  | 16a | 17a | 17a | 17a | 17 | 17 |    |    |    |    |    |    |    |    |    |    |    |    |  |
| FC Tokyo            | 6               | 10 | 8  | 8  | 10  | 12  | 15  | 16  | 17  | 17  | 18  | 16  | 16  | 16  | 16a | 14a | 16a | 17a | 18a | 17a | 17a | 16  | 16  | 14  | 15 | 15 |    |    |    |    |    |    |    |    |    |    |    |    |  |
| Tokyo Verdy         | 15              | 20 | 14 | 17 | 16  | 14  | 12  | 15  | 13  | 16  | 16  | 13  | 13  | 14  | 11  | 13  | 15  | 13  | 13  | 14  | 15  | 15  | 14  | 16  | 14 | 14 |    |    |    |    |    |    |    |    |    |    |    |    |  |
| Urawa Red Diamonds  | 11              | 14 | 15 | 19 | 13  | 17  | 13  | 11  | 12  | 10  | 41  | 31  | 4   | 2   | 4   | 4   | 4   | 51  | 32  | 41  | 6   | 7a  | 8b  | 8b  | 7  | 7  |    |    |    |    |    |    |    |    |    |    |    |    |  |
| Vissel Kobe         | 12              | 13 | 11 | 14 | 17a | 16a | 18a | 14a | 16a | 14a | 8   | 9a  | 10b | 5b  | 8b  | 9b  | 8b  | 6a  | 6a  | 6a  | 4a  | 4a  | 2   | 1   | 3  | 6  |    |    |    |    |    |    |    |    |    |    |    |    |  |
| Yokohama F. Marinos | 9               | 15 | 16 | 15 | 18a | 15a | 16a | 19a | 19a | 18  | 201 | 20  | 20a | 20b | 20c | 20c | 20b | 20a | 20a | 20a | 20a | 20  | 20  | 18  | 18 | 18 |    |    |    |    |    |    |    |    |    |    |    |    |  |
| Yokohama FC         | 16              | 11 | 9  | 13 | 15  | 13  | 14  | 18  | 11  | 15  | 15  | 17  | 18  | 19a | 19a | 18a | 17  | 18  | 17  | 19  | 19  | 18  | 19  | 19  | 19 | 19 |    |    |    |    |    |    |    |    |    |    |    |    |  |

## Kết quả

### Tỷ số
| Nhà \ Khách         | ANI | AFU | COS | FOK | GOS | KSA | KSR | KWF | KYS | MCZ | NGR | SHI | SSP | SHB | TOK | TOV | URD | VKO | YFM | YFC |
| ------------------- | --- | --- | --- | --- | --- | --- | --- | --- | --- | --- | --- | --- | --- | --- | --- | --- | --- | --- | --- | --- |
| Albirex Niigata     | —   | 0–1 | 2–2 |     | 3–3 |     |     | 1–1 | 1–2 | 0–4 |     | 0–2 |     | 2–1 | 2–3 | 2–2 | 1–1 |     | 1–0 | 0–0 |
| Avispa Fukuoka      | 3–2 | —   |     | 1–1 |     | 0–1 | 0–1 | 1–2 | 2–2 | 2–2 | 1–1 |     |     |     | 1–0 | 0–0 | 1–0 | 0–0 | 2–1 |     |
| Cerezo Osaka        | 3–1 | 2–0 | —   | 2–1 | 0–1 | 1–0 |     |     |     | 1–2 | 1–1 |     | 4–2 | 1–2 | 1–1 | 2–1 | 1–1 |     | 1–0 |     |
| Fagiano Okayama     | 2–1 | 0–1 |     | —   | 2–0 | 1–2 | 2–1 | 0–0 | 2–0 | 2–2 |     | 0–1 | 1–1 |     | 1–0 | 0–1 |     | 1–2 | 1–0 |     |
| Gamba Osaka         |     | 2–1 | 2–5 | 0–3 | —   | 0–1 |     | 2–1 | 2–1 | 0–1 | 2–0 | 0–1 | 1–0 | 4–0 | 2–0 |     |     |     |     |     |
| Kashima Antlers     | 2–1 | 1–1 |     | 1–2 |     | —   | 3–2 | 2–1 | 3–4 | 1–0 | 1–0 | 1–1 | 1–0 |     | 2–0 | 4–0 | 1–1 | 1–0 |     |     |
| Kashiwa Reysol      | 1–1 |     | 2–1 | 2–0 | 1–0 | 1–3 | —   | 1–1 | 3–3 |     |     |     | 1–0 | 2–0 | 1–0 | 0–0 |     | 1–3 |     |     |
| Kawasaki Frontale   | 3–1 | 2–5 | 2–0 |     | 2–2 | 2–1 |     | —   | 0–1 |     | 4–0 |     |     | 2–0 |     | 0–0 | 2–2 | 1–2 | 3–3 | 2–1 |
| Kyoto Sanga         | 2–1 | 0–1 | 2–3 |     | 3–1 |     | 1–1 |     | —   |     | 1–1 | 1–0 |     | 2–0 | 3–0 | 1–0 | 1–1 |     |     | 2–1 |
| Machida Zelvia      | 1–0 |     | 3–0 |     | 3–1 | 2–1 | 3–0 | 2–2 | 1–2 | —   |     | 1–2 | 3–0 | 0–1 |     | 0–1 | 0–2 | 2–0 | 0–3 |     |
| Nagoya Grampus      | 3–0 |     |     | 0–0 |     |     | 1–2 |     | 1–2 | 1–2 | —   | 2–1 | 1–1 |     |     | 0–0 | 2–1 | 2–2 | 2–0 | 2–1 |
| Sanfrecce Hiroshima | 0–1 | 2–1 | 2–1 | 0–1 | 1–0 | 1–0 | 1–1 | 1–2 |     |     | 1–2 | —   | 0–0 |     |     | 2–1 |     | 0–1 | 1–0 | 1–0 |
| Shimizu S-Pulse     | 2–0 | 3–1 |     |     | 0–0 |     | 0–2 | 1–1 | 1–2 | 2–2 | 0–3 | 1–1 | —   | 3–0 |     |     |     | 3–2 | 1–3 | 2–0 |
| Shonan Bellmare     |     | 0–0 | 3–3 | 1–1 |     | 1–0 | 0–1 |     |     | 1–2 | 2–1 | 0–1 |     | —   | 2–2 |     | 2–1 | 1–2 | 1–1 | 0–1 |
| FC Tokyo            |     |     | 2–2 |     | 3–0 | 0–1 | 1–1 | 0–3 |     | 0–1 | 3–1 | 0–3 | 0–2 | 0–0 | —   | a   | 3–2 | 1–0 |     | 2–1 |
| Tokyo Verdy         |     |     | 1–0 |     | 0–1 |     | 0–3 | 1–0 | 1–0 | 0–1 | 2–1 |     | 0–1 | 0–2 | 2–2 | —   |     | 0–1 | 1–0 | 2–0 |
| Urawa Red Diamonds  |     | 0–0 | 0–0 | 1–0 | 0–1 |     | 0–2 |     | 2–1 |     | 2–1 | 1–0 | 2–1 | 4–1 | 3–2 | 2–0 | —   |     | 3–1 | 2–1 |
| Vissel Kobe         | 0–1 | 0–1 | 1–3 | 2–0 | 3–2 |     |     | 2–1 | 1–1 | 1–0 | 2–1 | 1–0 |     | 4–0 |     |     | 0–0 | —   |     | 0–1 |
| Yokohama F. Marinos | 1–1 |     |     | 0–1 | 2–0 | 3–1 | 0–2 |     | 0–3 |     | 3–0 |     | 2–3 | 1–1 | 0–3 | 0–0 |     | 1–2 | —   | 0–0 |
| Yokohama FC         |     | 1–0 | 2–0 | 1–0 | 1–1 | 0–3 | 1–1 | 0–1 |     | 0–2 |     | 0–4 | 2–0 |     | 0–1 |     | 1–2 | 0–1 | 0–1 | —   |

### Bảng thắng bại
Tính đến ngày 20 tháng 8 năm 2025
- T = Thắng, H = Hòa, B = Bại
- () = Trận đấu bị hoãn
- (T), (H), (B) = Trận đấu bù và kết quả; Trận đấu bù được ghi trong cột nào, ví dụ cột số 9 có nghĩa là đã thi đấu sau vòng 9 và trước vòng 10
- [] = Trận đấu được thi đấu trước (ví dụ 2 trận đấu ở vòng 12 đã được thi đấu sau vòng 10 và trước vòng 11)
- – : không thi đấu

| Đội \ Vòng          | 1 | 2 | 3 | 4 | 5  | 6 | 7 | 8 | 9     | 10    | 11 | 12 | 13 | 14 | 15 | 16    | 17    | 18    | 19 | Đội                 | 20 | 21    | 22    | 23 | 24       | 25 | 26    | 27 | 28 | 29 | 30 | 31 | 32 | 33 | 34 | 35 | 36 | 37 | 38 | Đội                 |
| ------------------- | - | - | - | - | -- | - | - | - | ----- | ----- | -- | -- | -- | -- | -- | ----- | ----- | ----- | -- | ------------------- | -- | ----- | ----- | -- | -------- | -- | ----- | -- | -- | -- | -- | -- | -- | -- | -- | -- | -- | -- | -- | ------------------- |
| Albirex Niigata     | H | B | B | H | H  | B | H | B | T     | H     | B  | H  | T  | B  | () | H     | B     | T     | B  | Albirex Niigata     | T  | B (B) | B     | B  | B        | B  | H     |    |    |    |    |    |    |    |    |    |    |    |    | Albirex Niigata     |
| Avispa Fukuoka      | B | B | B | T | T  | T | H | T | T     | T     | B  | H  | H  | B  | B  | B     | H     | B     | H  | Avispa Fukuoka      | T  | T     | H     | () | H (H)    | T  | H     |    |    |    |    |    |    |    |    |    |    |    |    | Avispa Fukuoka      |
| Cerezo Osaka        | T | B | B | H | H  | B | H | T | B     | T     | H  | B  | B  | T  | T  | T     | B     | T [H] | T  | Cerezo Osaka        | H  | T     | –     | B  | H        | T  | B     |    |    |    |    |    |    |    |    |    |    |    |    | Cerezo Osaka        |
| Fagiano Okayama     | T | B | T | H | B  | H | T | B | T     | T     | B  | H  | B  | B  | H  | B     | T     | H     | H  | Fagiano Okayama     | B  | T     | T     | B  | B        | T  | T     |    |    |    |    |    |    |    |    |    |    |    |    | Fagiano Okayama     |
| Gamba Osaka         | B | T | B | T | T  | B | H | B | B     | T     | H  | B  | T  | T  | T  | B     | B     | H     | B  | Gamba Osaka         | H  | T     | B     | T  | T        | B  | B [B] |    |    |    | –  |    |    |    |    |    |    |    |    | Gamba Osaka         |
| Kashima Antlers     | B | T | T | T | T  | H | T | B | B     | B     | T  | T  | T  | T  | T  | T     | T     | B     | T  | Kashima Antlers     | H  | B     | B     | B  | T        | T  | H     |    |    |    |    |    |    |    |    |    |    |    |    | Kashima Antlers     |
| Kashiwa Reysol      | T | H | T | T | B  | H | H | H | T     | H     | T  | H  | T  | () | T  | T (T) | B     | H     | B  | Kashiwa Reysol      | T  | H     | T     | T  | B        | T  | B     |    |    |    |    |    |    |    |    |    |    |    |    | Kashiwa Reysol      |
| Kawasaki Frontale   | T | H | T | B | () | H | T | T | H (H) | H [B] | H  | –  | () | () | () | B (T) | T (H) | H     | T  | Kawasaki Frontale   | T  | B (T) | B     | T  | B        | B  | H     |    |    |    |    |    |    |    |    |    |    |    |    | Kawasaki Frontale   |
| Kyoto Sanga         | B | H | H | T | B  | T | T | H | T     | T [B] | T  | T  | B  | B  | T  | H     | T     | B     | T  | Kyoto Sanga         | –  | H     | T     | T  | H        | T  | T     |    |    |    |    |    |    |    |    |    |    |    |    | Kyoto Sanga         |
| Machida Zelvia      | B | T | B | T | T  | T | H | T | H     | B     | B  | B  | T  | B  | B  | H     | T     | H     | B  | Machida Zelvia      | T  | T     | T     | T  | T        | T  | T [T] |    |    |    | –  |    |    |    |    |    |    |    |    | Machida Zelvia      |
| Nagoya Grampus      | B | H | B | B | H  | B | T | T | B     | B     | T  | B  | B  | T  | H  | H     | H     | T     | T  | Nagoya Grampus      | B  | H     | T     | H  | B        | B  | B     |    |    |    |    |    |    |    |    |    |    |    |    | Nagoya Grampus      |
| Sanfrecce Hiroshima | T | T | H | T | () | H | B | T | T     | B     | B  | B  | B  | T  | T  | T     | T     | T     | B  | Sanfrecce Hiroshima | H  | T     | B (B) | T  | T        | H  | T [B] |    |    |    | –  |    |    |    |    |    |    |    |    | Sanfrecce Hiroshima |
| Shimizu S-Pulse     | T | T | H | H | B  | B | T | B | B     | H [T] | T  | –  | T  | B  | B  | H     | B     | T     | B  | Shimizu S-Pulse     | H  | H     | B     | B  | T        | H  | B     |    |    |    |    |    |    |    |    |    |    |    |    | Shimizu S-Pulse     |
| Shonan Bellmare     | T | T | T | H | H  | B | B | B | T     | B     | B  | T  | H  | B  | B  | T     | B     | B     | H  | Shonan Bellmare     | B  | ()    | H     | B  | H (B)    | B  | H     |    |    |    |    |    |    |    |    |    |    |    |    | Shonan Bellmare     |
| FC Tokyo            | T | B | T | B | H  | B | B | H | B     | H     | H  | T  | B  | T  | () | T     | B     | B     | B  | FC Tokyo            | H  | B (T) | T     | B  | T        | B  | H     |    |    |    |    |    |    |    |    |    |    |    |    | FC Tokyo            |
| Tokyo Verdy         | B | B | T | B | H  | T | H | H | H     | B     | H  | T  | T  | B  | T  | B     | B     | T     | H  | Tokyo Verdy         | B  | B     | T     | H  | B        | T  | B     |    |    |    |    |    |    |    |    |    |    |    |    | Tokyo Verdy         |
| Urawa Red Diamonds  | H | H | B | B | T  | H | H | T | B     | T [T] | T  | T  | () | T  | B  | H     | T (H) | B [H] | T  | Urawa Red Diamonds  | –  | ()    | –     | () | B (T)(H) | T  | T     |    |    |    |    |    |    |    |    |    |    |    |    | Urawa Red Diamonds  |
| Vissel Kobe         | H | H | H | B | () | T | B | T | B     | T [T] | T  | –  | () | T  | B  | B     | T (T) | B     | T  | Vissel Kobe         | T  | T     | H (T) | T  | T        | B  | B [T] |    |    |    | –  |    |    |    |    |    |    |    |    | Vissel Kobe         |
| Yokohama F. Marinos | H | B | H | H | () | T | B | B | H (H) | B [B] | B  | –  | () | () | () | B (B) | B (B) | T     | T  | Yokohama F. Marinos | B  | B (B) | H     | T  | T        | B  | T     |    |    |    |    |    |    |    |    |    |    |    |    | Yokohama F. Marinos |
| Yokohama FC         | B | T | H | B | B  | T | B | B | T     | H     | H  | B  | B  | () | B  | T (B) | T     | H     | B  | Yokohama FC         | B  | B     | B     | B  | B        | B  | T     |    |    |    |    |    |    |    |    |    |    |    |    | Yokohama FC         |
| Đội \ Vòng          | 1 | 2 | 3 | 4 | 5  | 6 | 7 | 8 | 9     | 10    | 11 | 12 | 13 | 14 | 15 | 16    | 17    | 18    | 19 | Đội                 | 20 | 21    | 22    | 23 | 24       | 25 | 26    | 27 | 28 | 29 | 30 | 31 | 32 | 33 | 34 | 35 | 36 | 37 | 38 | Đội                 |

## Thống kê mùa giải

### Ghi bàn hàng đầu

#### Hat-trick
- N = Sân nhà
- K = Sân khách

| Stt | Cầu thủ      | Đội     | Đối đầu với | Tỷ số   | Thời gian        |
| --- | ------------ | ------- | ----------- | ------- | ---------------- |
| 1   | Léo Ceará    | Kashima | Kashiwa     | 3–1 (K) | Vòng 5, 8/3/2025 |
| 2   | Rafael Elias | Kyoto   | Kashima     | 4–3 (K) | Vòng 9, 6/4/2025 |

### Kỷ luật

#### Cầu thủ
- Nhận nhiều thẻ vàng nhất:
- Nhận nhiều thẻ đỏ nhất:

#### Câu lạc bộ
- Nhận nhiều thẻ vàng nhất:
- Nhận nhiều thẻ đỏ nhất:
- Nhận ít thẻ vàng nhất:
- Nhận ít thẻ đỏ nhất:

## Số lượng khán giả
Tính đến ngày 20 tháng 8 năm 2025
- Các đội liệt kê ở cột đầu tiên là đội chủ nhà.
- Các số trong dấu ngoặc đơn là vòng thi đấu.

| Đội         | Albirex    | Avispa     | Cerezo     | Okayama    | Gamba      | Kashima    | Kashiwa    | Kawasaki   | Kyoto      | Zelvia     | Nagoya     | Sanfrecce  | Shimizu    | Shonan     | FC Tokyo   | Tokyo Verdy | Urawa      | Vissel Kobe | Marinos    | Yokohama FC | Tổng/trận  | Trung bình | Đội         |
| ----------- | ---------- | ---------- | ---------- | ---------- | ---------- | ---------- | ---------- | ---------- | ---------- | ---------- | ---------- | ---------- | ---------- | ---------- | ---------- | ----------- | ---------- | ----------- | ---------- | ----------- | ---------- | ---------- | ----------- |
| Albirex     | -          | 13.627(8)  | 22.933(4)  |            | 20.497(7)  |            |            | 26.493(26) | 22.266(11) | 20.087(22) |            | 22.178(24) |            | 18.426(18) | 30.272(14) | 20.503(5)   | 27.412(16) |             | 30.474(20) | 19.527(10)  | 294.695/13 | 22.669     | Albirex     |
| Avispa      | 11.350(21) | -          |            | 6.157(12)  |            | 14.039(15) | 9.923(1)   | 7.106(3)   | 9.943(24)  | 7.600(7)   | 7.370(17)  |            |            |            | 7.721(6)   | 7.409(19)   | 11.683(9)  | 11.783(22)  | 8.255(10)  |             | 120.339/13 | 9.257      | Avispa      |
| Cerezo      | 18.674(25) | 14.693(18) | -          | 17.141(8)  | 22.365(23) | 19.410(10) |            |            |            | 18.030(13) | 17.171(5)  |            | 20.864(19) | 16.002(2)  | 16.113(11) | 18.024(21)  | 18.366(7)  |             | 18.797(16) |             | 235.650/13 | 18.127     | Cerezo      |
| Okayama     | 14.666(17) | 14.653(20) |            | -          | 13.555(3)  | 15.325(11) | 15.421(26) | 13.699(6)  | 14.575(1)  | 14.022(18) |            | 15.451(23) | 13.330(4)  |            | 15.073(9)  | 14.285(13)  |            | 15.153(24)  | 14.892(7)  |             | 204.100/14 | 14.579     | Okayama     |
| Gamba       |            | 22.614(2)  | 34.860(1)  | 35.245(25) | -          | 32.013(19) |            | 31.898(24) | 30.620(13) | 23.125(8)  | 28.074(10) | 30.633(16) | 29.071(5)  | 29.937(14) | 28.747(21) |             |            |             |            |             | 356.837/12 | 29.736     | Gamba       |
| Kashima     | 12.106(3)  | 30.672(26) |            | 22.254(22) |            | -          | 33.400(24) | 59.574(16) | 16.859(9)  | 33.762(14) | 13.550(12) | 22.725(20) | 20.864(17) |            | 21.421(4)  | 26.021(2)   | 31.574(6)  | 22.601(7)   |            |             | 367.383/14 | 26.242     | Kashima     |
| Kashiwa     | 13.030(12) |            | 8.946(3)   | 12.414(16) | 12.833(9)  | 13.309(5)  | -          | 13.695(2)  | 12.954(21) |            |            |            | 11.747(15) | 14.048(25) | 13.447(23) | 11.888(7)   |            | 12.989(19)  |            |             | 151.300/12 | 12.608     | Kashiwa     |
| Kawasaki    | 20.905(15) | 22.062(25) | 22.070(17) |            | 21.440(18) | 23.675(23) |            | -          | 22.404(4)  |            | 23.005(1)  |            |            | 21.392(8)  |            | 21.870(11)  | 20.302(13) | 23.103(21)  | 21.478(5)  | 20.175(14)  | 283.881/13 | 21.837     | Kawasaki    |
| Kyoto       | 14.633(23) | 11.535(5)  | 18.452(14) |            | 20.174(22) |            | 9.059(8)   |            | -          |            | 16.994(16) | 14.393(7)  |            | 11.419(10) | 16.302(19) | 18.300(26)  | 14.718(2)  |             |            | 10.671(12)  | 176.650/12 | 14.721     | Kyoto       |
| Zelvia      | 10.152(6)  |            | 11.971(26) |            | 10.108(30) | 13.828(21) | 8.741(17)  | 11.974(9)  | 7.183(15)  | -          |            | 12.773(1)  | 11.779(23) | 7.683(12)  |            | 6.825(3)    | 44.363(10) | 12.619(25)  | 10.289(19) |             | 180.288/14 | 12.878     | Zelvia      |
| Nagoya      | 23.541(19) |            |            | 24.867(15) |            |            | 34.151(13) |            | 39.896(25) | 34.718(4)  | -          | 29.072(11) | 33.833(21) |            |            | 34.095(23)  | 31.001(18) | 31.088(2)   | 21.892(8)  | 32.226(7)   | 370.380/12 | 30.865     | Nagoya      |
| Sanfrecce   | 25.246(13) | 25.631(14) | 25.324(9)  | 26.135(10) | 25.925(26) | 24.868(8)  | 25.283(6)  | 25.909(19) |            |            | 26.246(22) | -          | 23.969(25) |            |            | 24.837(17)  |            | 24.847(30)  | 27.123(2)  | 25.043(4)   | 356.386/14 | 25.456     | Sanfrecce   |
| Shimizu     | 18.141(2)  | 16.366(11) |            |            | 16.401(20) |            | 18.159(22) | 17.629(10) | 14.012(6)  | 16.741(16) | 52.847(14) | 12.238(3)  | -          | 17.684(7)  |            |             |            | 17.528(18)  | 18.198(26) | 18.012(24)  | 253.956/13 | 19.535     | Shimizu     |
| Shonan      |            | 11.644(13) | 11.213(24) | 11.696(19) |            | 13.025(1)  | 11.936(11) |            |            | 10.745(20) | 9.900(9)   | 8.871(15)  |            | -          | 12.608(26) |             | 11.351(3)  | 9.537(6)    | 13.031(22) | 8.476(17)   | 144.033/13 | 11.079     | Shonan      |
| FC Tokyo    |            |            | 24.572(20) |            | 44.519(12) | 40.939(25) | 43.813(10) | 33.632(7)  |            | 29.545(2)  | 14.971(3)  | 46.206(18) | 33.769(13) | 19.654(5)  | -          |             | 35.687(24) | 24.837(16)  |            | 24.233(22)  | 416.377/13 | 32.029     | FC Tokyo    |
| Tokyo Verdy |            |            | 11.334(12) |            | 21.260(4)  |            | 15.375(20) | 22.326(22) | 13.252(18) | 22.217(24) | 16.300(6)  |            | 52.541(1)  | 14.801(16) | 26.865(8)  | -           |            | 17.474(10)  | 26.902(25) | 14.258(15)  | 274.905/13 | 21.147     | Tokyo Verdy |
| Urawa       |            | 33.850(23) | 24.697(22) | 35.269(5)  | 41.770(15) |            | 51.009(4)  |            | 21.383(20) |            | 45.652(26) | 28.555(12) | 25.326(8)  | 26.977(21) | 36.002(17) | 52.429(14)  | -          |             | 41.981(11) | 39.995(19)  | 504.895/14 | 36.064     | Urawa       |
| Vissel Kobe | 36.407(9)  | 20.890(4)  | 24.891(15) | 25.596(14) | 23.275(17) |            |            | 11.019(12) | 11.335(3)  | 21.920(11) | 22.175(20) | 14.950(5)  |            | 20.941(23) |            |             | 22.266(1)  | -           |            | 23.166(26)  | 278.831/13 | 21.449     | Vissel Kobe |
| Marinos     | 32.713(1)  |            |            | 29.282(21) | 23.169(6)  | 32.443(18) | 14.513(14) |            | 20.786(17) |            | 32.113(24) |            | 16.785(12) | 25.561(4)  | 19.244(15) | 24.170(9)   |            | 15.373(13)  | -          | 17.115(3)   | 303.267/13 | 23.328     | Marinos     |
| Yokohama FC |            | 8.311(16)  | 6.431(6)   | 7.274(2)   | 9.697(11)  | 13.252(13) | 8.779(18)  | 11.188(20) |            | 7.934(5)   |            | 10.475(21) | 9.106(9)   |            | 12.195(1)  |             | 13.048(25) | 8.032(8)    | 14.057(23) | -           | 139.779/14 | 9.984      | Yokohama FC |
| Tổng        |            |            |            |            |            |            |            |            |            |            |            |            |            |            |            |             |            |             |            |             |            |            |             |